# Alfa Romeo 128 RC.18
L'Alfa Romeo 128 RC.18 era un motore radiale aeronautico a 9 cilindri a singola stella prodotto in Italia nel 1941 dall'azienda italiana Alfa Romeo Milano. Faceva parte di una serie di motori evoluti dallo Jupiter costruito su licenza della britannica Bristol Engine Company.
Il modello 128 RC.18 era caratterizzato dall'adozione di un compressore a singola velocità ottimizzato per una quota di ristabilimento di 1 800 m e di un riduttore di velocità interposto all'elica.

## Velivoli utilizzatori
Italia
- Fiat G.12CA - G.12L - G.12LA
- Savoia-Marchetti S.M.79 B - S.M.79 ter
- Savoia-Marchetti S.M.82 "Marsupiale"
- Savoia-Marchetti S.M.84 (motorizzazione alternativa al Piaggio)
- Savoia-Marchetti S.M.95